# San Felipe de Jesús (Sonora)
San Felipe de Jesús es un pueblo y municipio que se encuentra ubicado en la cuenca del Río Sonora del estado de Sonora, México. Su poblaciones de 392 habitantes. 
Sus límites geográficos son: al norte con Banámichi y Huépac, al sur con Aconchi, al este con Huépac y Aconchi, y al oeste con Opodepe. Cuenta con 9 localidades. Fue declarado municipio el 18 de junio de 1932. Es el municipio con menor extensión territorial del estado de Sonora, con tan solo 152.8 kilómetros cuadrados que corresponden al 0.8 por ciento del total estatal.
Tuvo su origen en mina de Plata San Felipe de Jesús y su hacienda minera desde el año 1657 por el capitán Juan Munguía Villela y Pedro Perea. Le sucedió María Ibarra de Villela y su esposo el capitán Antonio Estrada Bocanegra.
Posteriormente se incorporó la actividad ganadera y agrícola. La mina dejó de producir en la década de 1980. 

## Atractivos turísticos
Las ruinas del centro minero "El lavadero". También está el Paseo campestre "El Jojobal". Ruinas del antiguo molino harinero. Cuentan con equipo de béisbol  Los Gigantes y su estadio, participando en la Liga de Béisbol Río Sonora. Un puente peatonal colgante es utilizado principalmente en tiempo de lluvias. 
Subir al "Cerro de la Cruz", con su escalinata de 250 escalones de concreto, permite una vista panorámica del pueblo y la zona. Se celebra el día de la Santa Cruz en las vísperas del 3 de mayo. La fiesta patronal del Santo del pueblo es el 5 de febrero.

## Clima
El municipio de San Felipe de Jesús cuenta con un clima semiseco templado BW(h) hw(x)(e), con una temperatura media máxima mensual de 25.3 °C en los meses de julio y agosto y una media mínima mensual de 8.3 °C. La época de lluvias representa en verano en los meses de junio y julio con una precipitación media anual de 468.8 milímetros.
Presenta tres formas de relieve, zonas accidentales, semiplanas y planas. 

## Relaciones Internacionales

### Hermanamiento
La ciudad de San Felipe de Jesús está hermanada con 3 ciudades alrededor del mundo
| - Sonora Rayón (2006) - Sonora Banámichi (2006) - Sonora Huépac (2007) |